# Chiesa di Sant'Agostino (Montefortino)
La chiesa di Sant'Agostino è un luogo di culto cattolico del XIII-XIV secolo, situato a Montefortino, in provincia di Fermo.
La chiesa si trova nella parte nord-occidentale della cittadina, lungo la strada che da largo della Pieve sale verso il Girone in prossimità della chiesa di San Francesco (via dei Frati, via dell'Ospedale).

## Storia
Non si conosce l'esatta data di fondazione della chiesa, tuttavia la forma architettonica del portale e degli ornati sovrastanti le monofore suggeriscono una datazione intorno al 1320.
Fu eretta a spese del Comune di Montefortino e con il contributo della popolazione, mentre la torre campanaria è stata aggiunta intorno al XV secolo.
In origine il sito della chiesa era la sede di un convento di frati dell'Ordine Eremitano di Sant'Agostino (da cui prende il nome) costruito intorno al XII secolo. Il convento fu soppresso nel 1654, in applicazione della Bolla di Innocenzo X del 1652, relativa al riassetto immobiliare delle piccole comunità.
La chiesa e i suoi beni passarono all'Ordinario Diocesano nel 1670, con l'istituzione di due Cappellanie per il Clero diocesano.
Il cardinale Paracciani, nel 1776 - 1777 (circa), annesse la chiesa alla Pievania di Montefortino.
Successivamente nella torre della chiesa furono installate due campane: la maggiore, fusa nel 1844 dai Fratelli Bandini di Fossombrone, la minore, rifusa nel 1948 dalla fonderia Pasqualini di Fermo.
L'area del convento fu probabilmente indemaniata con la soppressione italiana del 1861.
Oggi la chiesa è chiusa al pubblico.

## Architettura

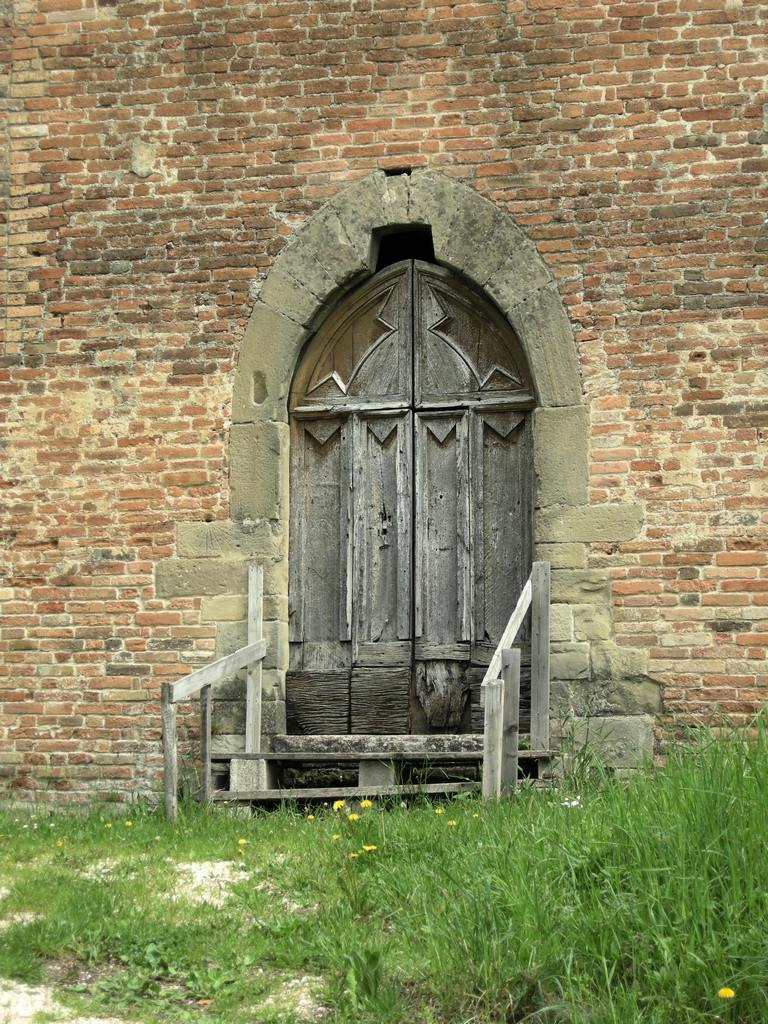
Porta d'ingresso laterale

La chiesa ha due ingressi sulla parete meridionale, il principale è quello a forma ogivale.
La parete d'ingresso presenta finestre a forma di monofore in stile gotico.
L'interno è caratterizzato da un'unica navata con pianta rettangolare di 22,10 x 10,50 metri.
Il presbiterio è rialzato e l'abside è semicircolare.
L'altare maggiore, fino al 1516 (circa) era collocato nella parte opposta della navata, verso ponente; con il successivo capovolgimento dell'asse, l'attuale orientamento è a levante.
Il convento era addossato alla Chiesa dal lato settentrionale, confinante con le mura castellane della città. Dentro vi era collocato un chiostro, il pozzo al centro e le stanze distribuite attorno su due piani. Oggi del convento resta solo una parte dell'antico porticato con archi a tutto sesto in stile romanico.
Alla fine del XV secolo venne costruito il coro ligneo (oggi non più presente) con intagli in stile gotico, attribuibile probabilmente ad un frate agostiniano.
A sinistra dell'ingresso c'è la cappella dei Santi Re Magi, detta anche di San Giuseppe, fatta costruire dal conte Desiderio Leopardi nel 1557 e decorata, probabilmente, dal pittore Simone De Magistris da Caldarola.

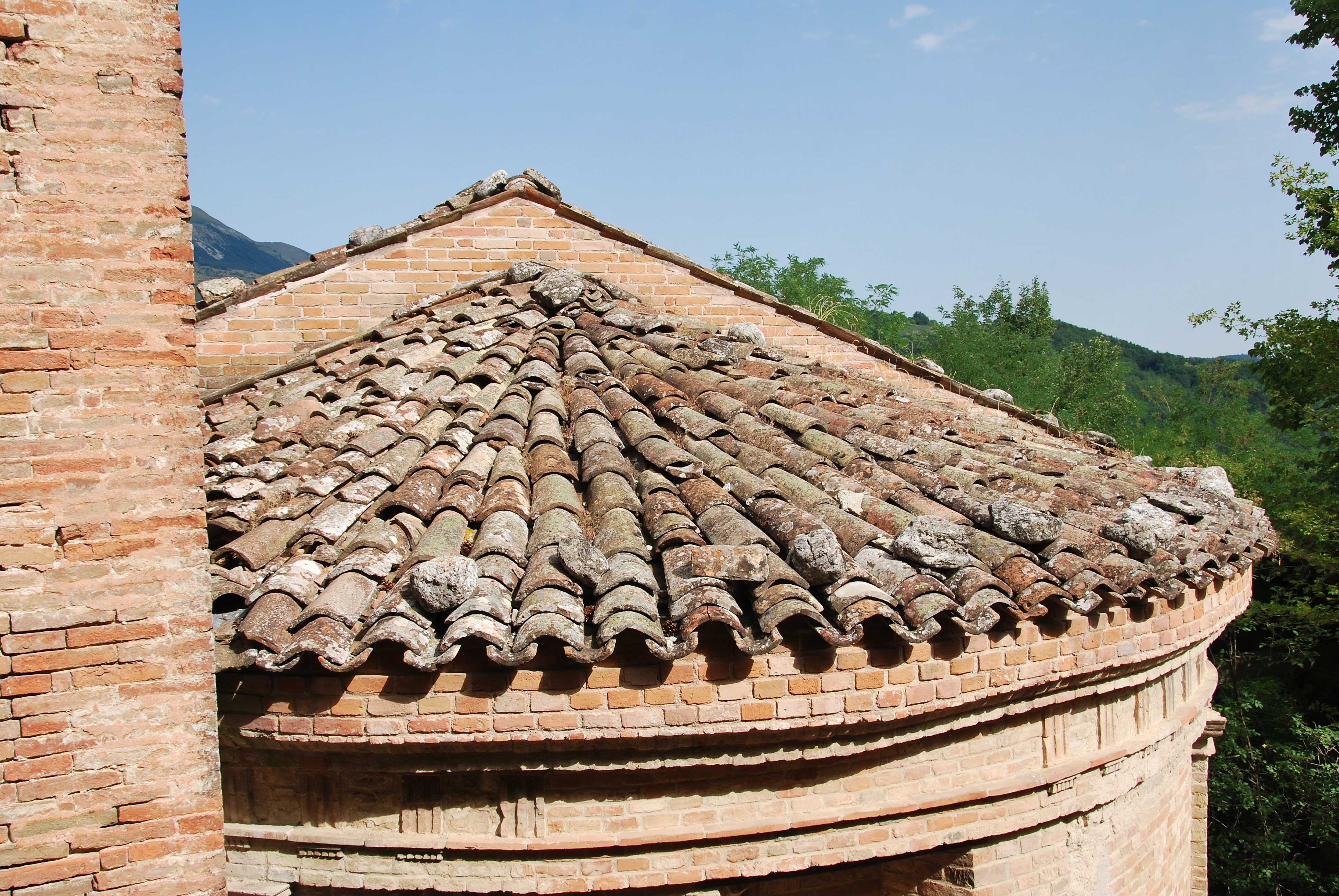
Tetto dell'abside della chiesa

Sul lato destro del presbitero si trova l'altare della Madonna delle Grazie, fatto costruire dalla famiglia Lamponi nel 1603; successivamente fu modificato dalla Congregazione di San Francesco da Paola, la quale, nel 1715, commissionò al pittore Ubaldo Ricci il quadro del suo patrono e l'altare fu, pertanto, anche denominato altare di San Francesco da Paola.
Nel 1662 fu eretto il secondo altare dedicato alla santissima Vergine, a sant'Agostino e a San Carlo, con stucchi attribuibili al maestro Domenico Malpiedi, su commissione di Lattanzio Qualeatti di Montemonaco.